# Gültan Kışanak
Gültan Kışanak (ur. 15 czerwca 1961 w Elazığu) – kurdyjska deputowana do parlamentu tureckiego, związana z Partią Pokoju i Demokracji (Barış ve Demokrasi Partisi), burmistrz Diyarbakıru (2014-2016), więzień polityczny.

## Życiorys
W 1990 ukończyła studia dziennikarskie na Uniwersytecie Ege w Izmirze. W czasie studiów dwukrotnie aresztowana przez policję turecką, osadzona w więzieniu w Diyarbakirze. Po ukończeniu studiów pisała dla gazety Yeni Ülke. Po przeprowadzce do Stambułu objęła stanowisko redaktora naczelnego pisma Özgür Gündem, a po jego zamknięciu pisała do Özgür Ülke.

## Kariera polityczna
Od 2004 pracowała jako konsultantka d.s. polityki społecznej w Diyarbakirze, działając na rzecz kobiet doświadczających przemocy. W 2007 wystartowała w wyborach parlamentarnych jako kandydatka Partii Społeczeństwa Demokratycznego, uzyskując mandat deputowanej z Diyarbakiru. Po likwidacji Partii Społeczeństwa Demokratycznego współtworzyła w 2008 razem z Selahattinem Demirtaşem Partię Pokoju i Demokracji. Zaangażowała się w przygotowanie projektu ustawy dotyczącej używania języka kurdyjskiego w przestrzeni publicznej. Po raz drugi mandat deputowanej uzyskała w 2011, startując w wyborach jako kandydatka niezależna. W marcu 2014 zwyciężyła w wyborach samorządowych, kandydując na stanowisko burmistrza Diyarbakiru (uzyskała 55 % głosów). Publicznie domagała się uwolnienia kilku burmistrzów, pochodzenia kurdyjskiego. 25 października 2016 została zatrzymana przez policję, wraz ze współpracownikami. Mimo protestów międzynarodowych przeciwko zatrzymaniu Kışanak, w lutym 2019 została skazana na 14 lat i 3 miesiące więzienia za "działalność w organizacji terrorystycznej". W więzieniu napisała książkę o aktywności politycznej kobiet w Turcji. Karę odbywa w więzieniu w Kandıra (prowincja Kocaeli).
W 2021 została uhonorowana Nagrodą Honorową Klary Zetkin, przyznawaną za działalność na rzecz praw kobiet.
W życiu prywatnym jest mężatką (ma córkę).